# Hemlock Farms
Hemlock Farms es un lugar designado por el censo ubicado en el condado de Pike, Pensilvania, Estados Unidos. Según el censo de 2020, tiene una población de 3901 habitantes.
En los Estados Unidos, un lugar designado por el censo (traducción literal de la frase en inglés census-designated place, CDP) es una concentración de población identificada por la Oficina del Censo exclusivamente para fines estadísticos.
En este caso se trata de un barrio privado cercado situado en las proximidades del lago Hemlock.

## Geografía
Está ubicado en las coordenadas 41°18′57″N 75°2′59″O / 41.31583, -75.04972. Según la Oficina del Censo de los Estados Unidos, tiene una superficie total de 21.12 km², de la cual 19.96 km² corresponden a tierra firme y 1.16 km² son agua.